# Wladimir Konstantinowitsch Schmeljow
Wladimir Konstantinowitsch Schmeljow (russisch Владимир Константинович Шмелёв; * 31. August 1946 in Magadan; † 14. Juni 2023 in Chimki) war ein sowjetischer Pentathlet.

## Karriere
Schmeljow nahm 1972 bei den Olympischen Spielen in München in der Einzel- und Mannschaftskonkurrenz teil. Im Einzel verpasste er mit Rang fünf einen Medaillengewinn. Mit der Mannschaft, zu der neben Minejew noch Borys Onyschtschenko und Pawel Lednjow gehörten, wurde er Olympiasieger.
Bei Weltmeisterschaften gewann er mit Onyschtschenko und Lednjow die Mannschaftskonkurrenzen 1973 und 1974. Bei diesen Wettbewerben wurde er beide Male außerdem hinter Lednjow und vor Onyschtschenko Vizeweltmeister. 1975 folgte nochmals ein dritter Platz mit der Mannschaft. 1971 und 1972 wurde er sowjetischer Meister. Nach seiner aktiven Karriere arbeitete er als Fünfkampftrainer.